# Silverado
Silverado è un film western del 1985 diretto da Lawrence Kasdan.

## Trama
In una cittadina del Far West, dopo aver liberato il fratello Jake, ingiustamente detenuto e prossimo ad essere impiccato, il pistolero  Emmett si unisce a Paden (un ex rapinatore sulla via della redenzione) e al pistolero afroamericano Mal. I quattro, dopo essere fortunosamente sfuggiti alla posse organizzata dallo sceriffo locale, si dirigono a Silverado, un paese che è anche la destinazione di un gruppo di coloni, decisi a rifarsi una vita. Il paese però non è affatto un paradiso e la popolazione è terrorizzata dalle scorrerie di una banda di criminali, capeggiata dall'allevatore di bestiame McKendrick e spalleggiata dal corrotto sceriffo Cobb, proprietario del saloon locale (ed ex capobanda di Paden).  Giunti dopo varie vicissitudini a destinazione, i quattro cavalieri dovranno fronteggiare la distruzione della famiglia di Mal, il ferimento del cognato di Emmet e Jake, ed il rapimento del loro nipotino (tutte malefatte ascrivibili alla diatriba che oppone nel West gli allevatori agli agricoltori). I quattro allora si uniscono per riportare l'ordine nella città, affrontando in un epico finale, che li vede vittoriosi, la banda di McKendrick e lo sceriffo Cobb.

## Produzione
Lawrence Kasdan decise di girare il film in seguito a una scommessa con Clint Eastwood, il quale sfidò il regista a riempire le sale con un western in pieni anni ottanta, quando il genere era entrato in declino a causa del fiasco de I cancelli del cielo di Michael Cimino. Lo stesso Eastwood realizzerà in quel periodo un altro film western di successo, intitolato Il cavaliere pallido.
Il film fu girato prevalentemente in Nuovo Messico. Il blocco di riprese iniziò il 1º novembre 1984 per finire il 31 marzo 1985. Uscì negli Usa il 10 luglio 1985. In Italia, dopo la proiezione al Festival di Venezia fuori concorso, uscì nei cinema dal 16 gennaio 1986.

## Il doppiaggio
La versione italiana è stata realizzata alla CDC di Roma, con la direzione di Giorgio Piazza.

## Accoglienza
Il film incassò nelle sale americane circa 33 milioni di dollari, dopo una spesa di 23 milioni. Ai Premi Oscar 1986 venne nominato per la miglior colonna sonora e il miglior sonoro.